# Файсалабад
Файсалабад (на урду: فیصل آباد; на пенджабски: فیصل آباد), до 1977 г. Лаялпу́р, е град в Пакистан. Файсалабад е с население от 3 204 726 жители (по данни от преброяването от 2017 г.) и площ от 122 км². Намира се назапад от град Лахор. Във Файсалабад се намира една от най-важните железопътни гари в страната.